# 長三和音

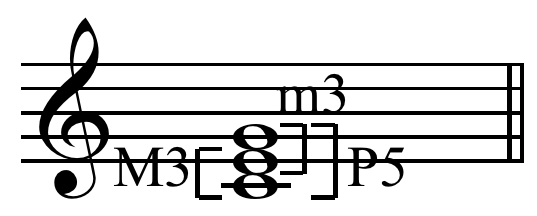
一番下の根音を基準に、長三度(M3)上の音と、根音から完全五度(P5)上の音が重なる。間にある第3音と一番上の第5音は短三度(m3, 3半音)離れている。

長三和音（ちょうさんわおん、英語: major triad メイジャー・トライアド、ドイツ語: Dur-Dreiklang ドゥアードライクラング）は、根音（基礎となる音）、根音から長三度（4半音）上の音、根音から完全五度（7半音）上の音の3音で構成される三和音である。メジャーコード（英語: major chord）とも呼ばれる。

## 基本データ

### 和音記号
| 和音記号の種類           | 表記法 | 表記法          | 表記法          |
| 和音記号の種類           | 基本形 | 第1転回形       | 第2転回形       |
| コードネーム表示         | X      | X/Y または XonY | X/Z または XonZ |
| クラシック系での和音記号 | X      | X6              | X46             |
| ピッチクラス表示         | [047]  | [047]           | [047]           |

ただし、根音をX, 第3音をY, 第5音をZとする。

### 周波数比
| 音律名         | 根音 : 第3音 : 第5音                                  | 数値                    |
| 純正律         | 4 : 5 : 6                                             | 1 : 1.25 : 1.5          |
| ピタゴラス音律 | {\displaystyle 1:{\frac {81}{64}}:{\frac {3}{2}}}     | 1 : 1.265625 : 1.5      |
| 中全音律       | {\displaystyle 1:{\frac {5}{4}}:5^{\frac {1}{4}}}     | 1 : 1.25 : 1.495349     |
| 平均律         | {\displaystyle 1:2^{\frac {4}{12}}:2^{\frac {7}{12}}} | 1 : 1.259921 : 1.498307 |

## 主な用法
西洋音楽においては、短三和音と並んで重要な位置を占める和音である。具体的な用法としては以下のようなものがあげられる。
- 長調における I, IV, V
- 短調における III (♭III), IV, V, VI (♭VI), VII (♭VII)

### 転回

#### 基本形
長三和音は、主に基本形（根音が低音）で用いられることが多い。これはポピュラー系では顕著である。

#### 第1転回形
第1転回形（第3音が低音）は基本形とは異なった独特な浮遊感を持った響きから、クラシック系では愛用されている。この場合、バス以外に第3音を含むと響きが厚ぼったくなってしまうため、避けるべきとされている。

#### 第2転回形
第2転回形（第5音が低音）は響きが不安定である。このため、基本形、第1転回形のような用法ではなく、偶成和音的な用法、あるいは不安定であることを狙った用法に用いられることが大半である。
最も頻繁に用いられるのは、偶成和音としての用法のひとつである、
C/G - G7 - C
という倚和音としての用法である。そのほか、
C - G/D - C/E
という経過和音としての用法もある。

### 付加音、テンション
ポピュラー系では、ジャンルやスタイルによっては長三和音は響きが単純なので、第6音、第7音を付加して、X6、XM7（X△）などの形で使用することがある。そのような場合には、単にCと書いた場合には、普通C6 か CM7のことをあらわす。長三和音は 9、#9、#11、13 をテンションとして持ち、これを付加することもある。また、第3音を第4音と交換したXsus4もよく使用される。

## 長三和音の正当性
長三和音は倍音列を根拠として正当化されている。
ハ長調の和音（すなわちCの和音）の構成音は、ハホト（C,E,G）であり、EはCの第5倍音、GはCの第3倍音である。つまり、Cの和音は、C音上の低次倍音のみから構成されている。これは、長三和音が西洋音楽の中心的和音として確立されるにいたった、音響的な根拠とされている。

## 関連記事

### 特別な名前を持った長三和音
- ドリアの六度
- ナポリの六度

### 類似した和音
- 増三和音
- メイジャー・シックスス
- 属七の和音
- 長七の和音

### 音階
- 長調、長音階